# Landrat du canton de Glaris
Législature 2022-2026
Hôtel de ville de Glaris
Le Landrat du canton de Glaris (en allemand : Landrat des Kantons Glarus) est le parlement cantonal du canton suisse de Glaris. Il est composé de 60 membres élus au scrutin proportionnel.
Son rôle est différents des autres parlements cantonaux, du fait que le canton de Glaris maintient le système de la Landsgemeinde.

## Système électoral

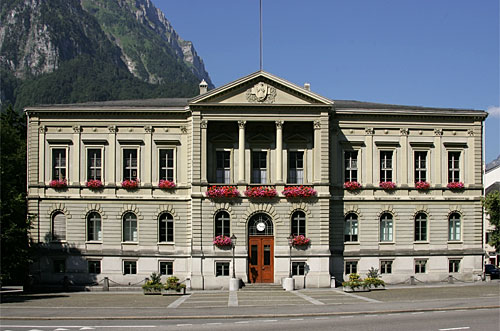
L'hôtel de ville de Glaris, lieu de réunion du Landrat.

Le Landrat est composé de 60 députés élus au scrutin proportionnel plurinominal pour quatre ans, dans trois circonscriptions correspondant aux trois communes du canton,. Les sièges sont répartis selon la méthode de Sainte-Laguë.
Dans le canton de Glaris le droit de vote s'acquiert à l'âge de seize ans, à condition d'avoir la nationalité suisse, depuis son adoption par la Landsgemeinde le 6 mai 2007,. Le droit d'éligibilité, en revanche, reste fixé à 18 ans.
Selon les dispositions de l'article 7 de la « Loi sur les droits politiques », le jour des élections doit, si possible, être déterminé de manière qu'il coïncide avec la date des élections et des votations au niveau fédéral. Les élections ont lieu le dimanche.

### Répartition des circonscriptions
Les 60 membres du Landrat sont répartis dans les trois circonscriptions en fonction de la population. Les circonscriptions correspondent aux communes, dont le nombre est réduit de vingt-cinq à trois début 2011. Le conseil d'État est chargé de déterminer et de publier le nombre de sièges dans chaque circonscription. 
| Commune     | Nombre de membres | Nombre de membres | Nombre de membres | Nombre de membres |
| Commune     | 2010-2014         | 2014-2018         | 2018-2022         | 2022-2026         |
| ----------- | ----------------- | ----------------- | ----------------- | ----------------- |
| Glaris Nord | 25                | 26                | 27                | 28                |
| Glaris      | 19                | 19                | 19                | 18                |
| Glaris Sud  | 16                | 15                | 14                | 14                |

## Composition

### Dernières élections
Les dernières élections cantonales date du 15 mai 2022. Elles voient, pour les plus grands partis du canton, l'UDC progresser de deux sièges et Le Centre — première élection depuis la fusion entre le PDC et le PBD — reculer d'autant, tandis que le PLR se maintient.

### Composition actuelle
| Parti          | Parti                              | Membres | Président            |
| -------------- | ---------------------------------- | ------- | -------------------- |
|                | Union démocratique du centre (UDC) | 18      | Toni Gisler          |
|                | Le Centre                          | 12      | Andreas Luchsinger   |
|                | Parti libéral-radical (PLR)        | 11      | Hans Jenny           |
|                | Parti socialiste (PS)              | 8       | Sabine Steinmann     |
|                | Les Verts                          | 6       | Marius Grossenbacher |
|                | Vert'libéraux (PVL)                | 5       | Franz Landolt        |
| Sièges vacants | Sièges vacants                     | 0       | –                    |
| Total          | Total                              | 60      | –                    |

## Féminisation
En 1971, la Landsgemeinde accorde aux femmes les droits politiques. Un an plus tard en 1972, Christina Schmidlin-Meier (de) devient la première députée du Landrat à prendre la parole lors de la Landsgemeinde.

### Constitution du canton de Glaris
- Constitution du canton de Glaris du 1er mai 1988 (état le 6 mars 2023), RS 131.217.

1. ↑  Article 70
2. ↑  Article 78
3. ↑  Article 56
4. ↑  Article 74

### Autres références
1. 1 2  (de) Canton de Glaris, « Landrat : Wahl und Zusammensetzung », sur gl.ch (consulté le 9 mai 2023)
2. ↑  (de) Cora Pfafferott, « Une révolution discrète dans les Alpes glaronaises », sur swissinfo.ch, Swissinfo, 5 mai 2017 (consulté le 10 mai 2023)
3. ↑  (de)  Suisse, Canton de Glaris. « Gesetz über die politischen Rechte », art. 7. (version en vigueur : 1 janvier 2018) [lire en ligne (page consultée le 10 mai 2023)]
4. ↑  (de) Rédaction, « Gewinnerin der Landratswahlen ist die SVP », sur srf.ch, Schweizer Radio und Fernsehen, 15 mai 2022 (consulté le 10 mai 2023)
5. ↑  (de) Canton de Glaris, « Fraktionsliste Landrat 2022–2026 », sur gl.ch, janvier 2023 (consulté le 10 mai 2023)
6. ↑  (de) Canton de Glaris, « Protokoll der Landsgemeinde vom 6. Mai 1973 » [PDF], sur landsgemeinde.gl.ch, 21 juillet 1973 (consulté le 10 mai 2023)
7. ↑  (de) Rédaction, « Christine Schmidlin ist gestorben », sur suedostschweiz.ch, Südostschweiz, 9 janvier 2011 (consulté le 10 mai 2023)